# Římskokatolická farnost Městečko Trnávka
Římskokatolická farnost Městečko Trnávka je jedno z územních společenství římských katolíků v děkanátu Svitavy s farním kostelem svatého Jakuba Většího.

## Historie farnosti
Kostel v obci se poprvé připomíná v roce 1406, vznikl však dříve, zřejmě již ve 13. století. Současný farní kostel byl postaven v roce 1752 na místě původního chrámu. V průběhu let byl kostel několikrát opravován, naposledy v letech 1973 a 1974.

## Duchovní správci
Přehled duchovních správců je znám od roku 1854. Nejdéle zde dosud působil (36 let) v polovině 20. století. děkan Jan Tomšů.
Současným administrátorem excurrendo je od září 2012 R. D. Mgr. Václav Dolák.

## Bohoslužby
| Kostel                 | Místo            | Bohoslužba (den)    | Hodina                                   | Poznámka     |
| ---------------------- | ---------------- | ------------------- | ---------------------------------------- | ------------ |
| svatého Jakuba Většího | Městečko Trnávka | neděle středa pátek | 9.30 17.00 (zimní čas)/18.00 (letní čas) | Farní kostel |

## Aktivity farnosti
V roce 2016 se farnost podílela na opravách morového sloupu v sousedství kostela.